# اولیندا بوزان
اولیندا بوزان (زادهٔ ۲۱ ژوئن ۱۸۹۴ – درگذشته ۸ فوریه ۱۹۷۷) بازیگر سینما و کمدین آرژانتینی عصر طلایی سینمای آرژانتین (۱۹۴۰–۱۹۶۰) بود. او توسط برادران پودستا، که با یکی از آنها ازدواج کرد، آموزش دید، که یکی از معتبرترین جوایز بازیگری آرژانتین را به نام خود دارند. بوزان در ۷۵ فیلم ظاهر شد و یکی از بهترین بازیگران کمیک سینمای آرژانتین در قرن بیستم به حساب می‌آمد.
اولیندا بوزان آکوستا در ۲۱ ژوئن ۱۸۹۴ در روزاریو، سانتافه، آرژانتین در خانواده انریکه بوزان (معروف به بوزانی) و روزا آکوستا متولد شد.